# Maison Charlier (Bruxelles)
Ne doit pas être confondu avec la Maison Charlier à Spa
La maison Charlier est un immeuble de styles Art nouveau et éclectique réalisé en 1900 à Bruxelles en Belgique. Elle est reprise sur la liste des monuments classés de Bruxelles-ville depuis le 28 février 1991.

## Situation
Cet immeuble est situé au n° 46 de la rue du Cardinal à Bruxelles dans le quartier des Squares où ont été érigées de nombreux immeubles de style Art nouveau comme la maison Saint-Cyr ou l'hôtel van Eetvelde.

## Histoire
Cet immeuble a été érigé en 1900 pour l'ingénieur Charles Charlier d'après las plans des architectes Benjamin De Lestré de Fabribeckers et Josse Van Kriekinge.

## Description
L'immeuble est une construction asymétrique comptant deux travées et quatre niveaux. La travée de gauche est plus large que la droite. Les deux principaux matériaux utilisés sont la pierre blanche et la pierre rose placée en bandeaux. Le soubassement sous cordon mouluré est réalisé en pierre bleue, bouchardée dans la partie supérieure.
Le style Art nouveau est particulièrement présent dans les éléments ornementaux de la façade. Sur la travée de droite, la porte d'entrée en chêne laisse apparaître dans sa partie supérieure une ellipse ornée de vitraux. On retrouve des vitraux aux lignes florales propres au style Art nouveau au niveau de la baie d'imposte et des deux baies vitrées des premier et deuxième étages de cette travée de droite. Sur la travée de gauche, la baie du séjour est aussi décorée de ces mêmes motifs floraux. À l'allège de la baie du deuxième étage de la travée de droite, se trouve un bas-relief sculpté dans la pierre blanche représentant une femme de profil, dessinant un chapiteau ionique. La grande fenêtre de cave est protégée par une ferronnerie aux lignes courbes faisant figurer deux plumes de paon stylisées.

## Source
- Marie Resseler, Top 100 Art nouveau/Bruxelles, Éditions Aparté, 2010, page 35.